# Radio Cab Murder
Radio Cab Murder è un film del 1954 diretto da Vernon Sewell.

## Trama
Fred è un tassista che viene utilizzato dalla polizia per andare sotto copertura al fine di aiutare a catturare una banda di ladri.